# ST Волопаса
ST Волопаса (лат. ST Boötis) — двойная звезда в созвездии Волопаса на расстоянии приблизительно 4416 световых лет (около 1354 парсеков) от Солнца. Видимая звёздная величина звезды — от +11,54m до +10,28m.

## Характеристики
Первый компонент — жёлто-белая пульсирующая переменная звезда типа RR Лиры (RRAB) спектрального класса A7-F7, или F2. Масса — около 2,337 солнечных, радиус — около 5,166 солнечных, светимость — около 48,749 солнечных. Эффективная температура — около 5876 K.
Второй компонент — красный карлик спектрального класса M. Масса — около 94,45 юпитерианских (0,09016 солнечной). Удалён на 1,985 а.е..